# وسام الجمهورية (اليمن)
وسام الجمهورية هو أرفع الأوسمة في الجمهورية اليمنية،  تأسس الوسام في 1979 خلال الجمهورية العربية اليمنية، وبعد الوحدة اليمنية، أعيد تصميم الوسام ودمجه مع الأوسمة اليمنية، وبدأ العمل به منذ أبريل 1991، بقرار جمهوري.
يصنف الوسام إلى ثلاث درجات.